# 鳥取市立富桑小学校
鳥取市立富桑小学校（とっとりしりつ ふそうしょうがっこう）は、鳥取県鳥取市西品治にある公立小学校。

## 概要
当校の伝統として相撲が行われており、1991年（平成3年）には校内相撲大会を復活させた。また2007年（平成19年）には富桑子ども太鼓を立ち上げ、6年生が受け継いでいる。

## 沿革
- 1872年（明治5年） - 因幡国邑美郡新品治の玄忠寺境内に進良学校を創立。校区は北本寺町・南本寺町・元鋳物師町・新鋳物師町・新品治町・西品治村・田島村・丹後片原町・大森町・薬師町・川下町。
- 1872年（明治5年） - 行徳村の無縁寺（現・慈眼寺）に行徳学校を創立。
- 1873年（明治6年）10月 - 田島村に田島学校を創立。
- 1881年（明治14年） - 田島学校を進良学校に合併。
- 1890年（明治23年）8月1日 - 富桑村発足により、邑美郡富桑小学校を玄忠寺内に創立する。
- 1892年（明治25年）10月22日 - 富桑小学校区西品治村と日新小学校区行徳村の編成で富桑尋常小学校を現在地に新築移転。
- 1904年（明治37年）4月 - 高等科併設により富桑尋常高等小学校となる。
- 1924年（大正13年）5月 - 富桑村が鳥取市に合併し鳥取市富桑小学校と改称、高等科を廃止し生徒は久松校に移る。
- 1941年（昭和16年）4月1日 - 国民学校令により富桑国民学校と改称。
- 1943年（昭和18年）9月10日 - 鳥取大震災により旧校舎倒壊する。
- 1947年（昭和22年）4月1日 - 学制改革により鳥取市立富桑小学校と改称。
- 1949年（昭和24年）5月 - 南行徳・古市二区・行徳四区が新設の明徳小学校区となる。
- 1952年（昭和27年）5月 - 鳥取大火の罹災者約400名の収容所となる。
- 1963年（昭和38年） - 校区再編により松並町・田島（一部）が城北小学校区となる。
- 1965年（昭和40年）3月 - 南校舎増築。
- 1966年（昭和41年） - 北校舎新築。
- 1976年（昭和51年）5月 - 水泳プール竣工式。
- 1990年（平成2年） - 創立100周年記念式典挙行。正面校舎新築。
- 1991年（平成3年） - 体育館が竣工。

## 通学区域
- 行徳二丁目の一部、行徳三丁目の一部、田島（二区）、西品治（鳥取県道193号田島片原線以南）、安長の一部

## 進学先中学校
- 鳥取市立西中学校

## 交通アクセス
- JR山陰本線 鳥取駅より
  - 鳥取駅バスターミナル：くる梨青コース（Aコースのみ）（路線番号：02A）「富桑小学校前」バス停より徒歩190m。
  - 鳥取駅バスターミナル：くる梨青コース（Bコースのみ）（路線番号：02B）「常忍寺前」バス停より徒歩450m。
  - 鳥取駅バスターミナル：日本交通中央病院線（路線番号：30）「行徳口」バス停より徒歩600m。

## 著名な出身者
- 押本映治（俳優）
- 中河美芳（プロ野球選手、野球殿堂入り）
- 石浦将勝（大相撲力士、宮城野部屋）